# 長鰭馬口魚
長鰭馬口魚（学名：Opsariichthys evolans），又名溪哥仔、紅貓、粗嘴仔、白哥仔、臺灣平頜鱲、長鰭馬口鱲，为輻鰭魚綱鯉形目鯝科馬口魚屬下的一个种，分布於亞洲中國及臺灣淡水流域，本魚背鰭軟條9枚、臀鰭軟條12枚、脊椎骨40-41個，體長可達9公分，棲息在溪流底中層水域，生活習性不明。